# Ramanuja
Ramanuja o Ramanujacharya (Shriperumbudur, 1017 – Shrirangam, 1137) va ser un filòsof hindú, teòleg, reformista social, i un dels exponents més importants de la tradició de Sri Vaishnavisme dins de l'hinduisme. Els seus fonaments filosòfics van ser influents en el moviment Bhakti. Els seus fonaments filosòfics per al devocionalisme van influir en el moviment Bhakti.
El guru de Ramanuja era Yādava Prakāśa, un erudit que segons la tradició pertanyia a la tradició Advaita Vedanta, però probablement era un erudit de Bhedabheda. La tradició de Sri Vaishnava sosté que Ramanuja no estava d'acord amb el seu guru i el no dualista Advaita Vedānta, i en canvi va seguir els passos de la tradició tàmil Alvārs, els erudits Nāthamuni i Yamunāchārya. Ramanuja és famós com el principal defensor de la subescola Vishishtadvaita de Vedanta, i els seus deixebles probablement van ser autors de textos com el Shatyayaniya Upanishad. El mateix Ramanuja va escriure textos influents, com ara bhāsya sobre els Brahma Sutras i el Bhagavad Gita, tots en sànscrit.
La seva filosofia Vishishtadvaita (no-dualisme qualificat) ha competit amb la filosofia Dvaita (dualisme teista) de Madhwa i la filosofia Advaita (no-dualisme) d'Adi Xankara, juntament amb les tres filosofies vedàntiques més influents del segon mil·lenni. Ramanuja va presentar la importància epistèmica i soterològica del bhakti, o la devoció a un Déu personal (Vixnu en el cas de Ramanuja) com a mitjà per a l'alliberament espiritual. Les seves teories afirmen que existeix una pluralitat i distinció entre Atman (ànima) i Braman (realitat metafísica, última), mentre que també afirma que hi ha unitat de totes les ànimes i que l'ànima individual té el potencial de realitzar la identitat amb el Braman.

## Biografia
Ramanuja va néixer a una comunitat braman tamil, en un poble anomenat Sriperumbudur (actual Tamil Nadu) sota l'Imperi Chola. Els seus seguidors de la tradició Vaishnava van escriure hagiografies, algunes de les quals van ser compostes segles després de la seva mort, i que la tradició creu que són certes.
Les hagiografies tradicionals de Ramanuja afirmen que va néixer a la mare Kānthimathi i al pare Asuri Keshava Somayāji, a Sriperumbudur, prop de l'actual Chennai, Tamil Nadu. Es creu que va néixer el mes de Chithirai sota l'estrella Tiruvadhirai. Col·loquen la seva vida en el període 1017–1137 dC, donant una vida útil de 120 anys. Aquestes dates han estat qüestionades per l'erudició moderna, basada en els registres del temple i la literatura regional dels segles xi i xii fora de la tradició Sri Vaishnava, i els estudiosos de l'època moderna suggereixen que Ramanuja podria haver viscut entre 1077 i 1157 d.C.
Ramanuja es va casar, es va traslladar a Kanchipuram i va estudiar amb Yādava Prakāśa com a guru. Ramanuja i el seu guru sovint no estaven d'acord a l'hora d'interpretar els textos vèdics, especialment els Upanixads. Ramanuja i Yādava Prakāśa es van separar, i després Ramanuja va continuar els seus estudis pel seu compte.
Va intentar trobar-se amb un altre famós erudit Vedanta de Yamunāchārya del segle XI, però la tradició de Sri Vaishnava diu que aquest últim va morir abans de la trobada i no es van conèixer mai. Ramanuja era el besnét de Yamunāchārya a través d'una néta. Tanmateix, algunes hagiografies afirmen que el cadàver de Yamunāchārya es va aixecar miraculosament i va nomenar Ramanuja com el nou líder de la secta Sri Vaishnava dirigida anteriorment per Yamunāchārya. Una hagiografia afirma que després d'abandonar Yādava Prakāśa, Ramanuja va ser iniciat en Sri Vaishnavisme per Periya Nambi, també anomenat Mahapurna, un altre erudit Vedānta. Ramanuja va renunciar a la seva vida matrimonial i es va convertir en monjo hindú. Tanmateix, afirma Katherine Young, l'evidència històrica sobre si Ramanuja va portar una vida matrimonial o si va renunciar i es va convertir en monjo és incerta.
Ramanuja es va convertir en sacerdot al temple Varadharāja Perumal (Vixnu) a Kanchipuram, on va començar a ensenyar que mokxa (alliberament i alliberament del samsara) s'ha d'aconseguir no amb nirguna Braman metafísic, sinó amb l'ajuda del déu personal i saguna Vixnu. Ramanuja ha gaudit durant molt de temps de la principal autoritat en la tradició Sri Vaishnava.

### Hagiografies
Es coneixen una sèrie de biografies tradicionals de Ramanuja, algunes escrites al segle XII, però algunes escrites segles més tard, com el segle XVII o XVIII, especialment després de la divisió de la comunitat Śrīvaiṣṇava en Vadakalais i Teṉkalais, on cada comunitat va crear la seva pròpia versió. de l'hagiografia de Ramanuja. El Muvāyirappaṭi Guruparamparāprabhāva de Brahmatantra Svatantra Jīyar representa la primera biografia de Vadakalai, i reflecteix la visió de Vadakalai de la successió després de Ramanuja. Ārāyirappaṭi Guruparamparāprabhāva, en canvi, representa la biografia de Tenkalai. Altres biografies tardanes inclouen el Yatirajavaibhavam d'Andhrapurna.

## Intents contra la vida de Ramanuja
Hi va haver múltiples atemptats contra la vida de Ramanuja. Quan era estudiant amb Yadava Prakasa, aquest últim es va posar gelós de l'ascens a la fama de Ramanuja. Així que Yadava Prakasa va intentar desfer-se de Ramanuja durant una gira pel Ganges al nord de l'Índia. Govinda, el cosí de Ramanuja (fill de la germana de la seva mare), es va assabentar d'aquest complot i va avisar Ramanuja que aleshores va abandonar el grup i va escapar a Kanchi amb l'ajuda d'una parella de caçadors d'edat avançada. Més tard, Yadava Prakasa es va adonar de la seva bogeria i es va convertir en deixeble sota Ramanuja.
Més tard es va fer un altre intent contra la vida de Ramanuja mentre estava a punt de fer-se càrrec dels afers del temple a Srirangam. Al capellà del temple Ranganathaswamy, a Srirangam no li agradava Ramanuja i va decidir matar-lo. En conseqüència, va convidar Ramanuja a casa seva per menjar i va planejar matar-lo enverinant-li el menjar. Tanmateix, quan va arribar Ramanuja, la dona del sacerdot va veure la resplendor diví de Ramanuja i va confessar immediatament el pla del seu marit. Això no va dissuadir el sacerdot que després va fer un altre intent quan Ramanuja va visitar el temple. Va enverinar el temple Theertham (aigua beneïda) i el va servir a Ramanuja. Tanmateix, en lloc de morir, Ramanuja va començar a ballar amb alegria. El sacerdot sorprès de seguida es va adonar del seu error i va caure als peus de Ramanuja.

## Escrits
La tradició Sri Vaisnava atribueix nou textos sànscrits a Ramanuja: Vedārthasangraha (literalment, "Resum" del "significat de Vedas"), Sri Bhāshya (una revisió i comentari sobre els Brahma Sutras), Bhagavad Gita Bhāshya (una revisió i comentari sobre el Bhagavad Gita).
Gita), i les obres menors titulades Vedāntadipa, Vedāntasāra, Gadya Trayam (que és una recopilació de tres textos anomenats Saranāgati Gadyam, Sriranga Gadyam i Srivaikunta Gadyam), i Nitya Grantham.
Alguns estudiosos han qüestionat l'autenticitat de la majoria de la seva obra, però les tres de les obres més grans atribuïdes a Ramanuja: Shri Bhāshya, Vedārthasangraha i el Bhagavad Gita Bhāshya.

## Filosofia

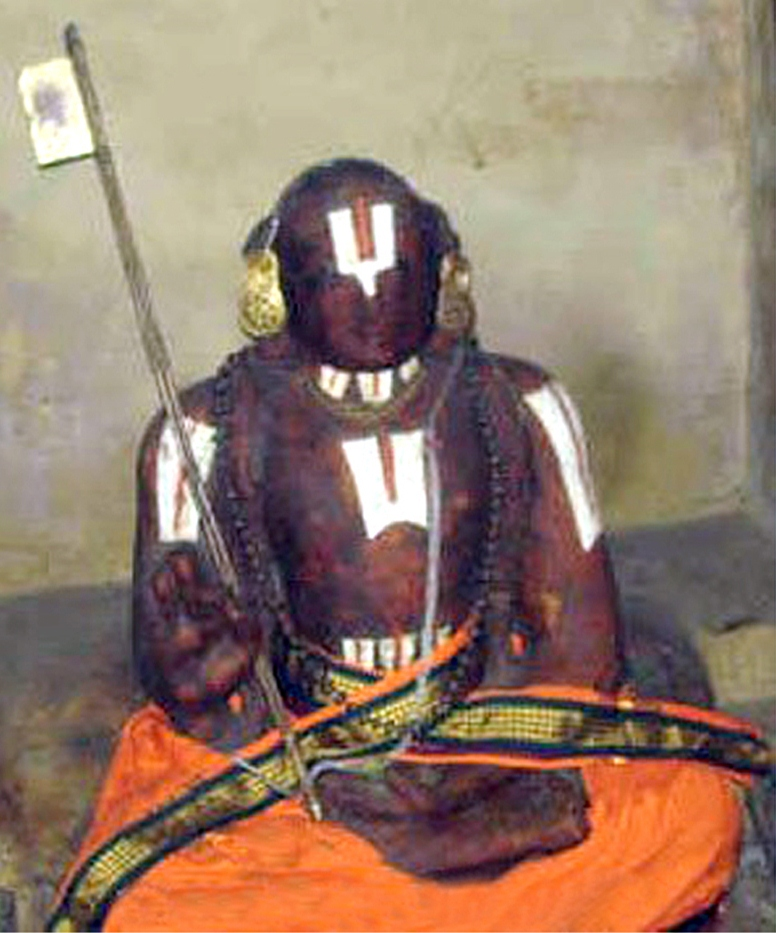
La figura de Ramanuja a Upadesa Mudra dins del temple Ranganathaswamy, Srirangam. Es creu que són les seves restes mortals conservades.

El fonament filosòfic de Ramanuja era el monisme qualificat, i s'anomena Vishishtadvaita en la tradició hindú. Les seves idees són una de les tres subescoles de Vedanta, les altres dues es coneixen com Advaita (monisme absolut) d'Ādi Shankara i Dvaita (dualisme) de Madhvāchārya.

### Epistemologia de Rāmānuja
L'epistemologia de Rāmānuja és hiperrealista o semblant a l'empirisme naïf. Les dues primeres fonts de coneixement són la percepció i la inferència, i són fiables malgrat la submissió humana general a la "ignorància sense inici". El coneixement és sempre del real, fins i tot en els somnis, i l'error és una percepció desordenada o una inferència defectuosa sobre allò que realment hi ha. La tercera font de coneixement és el testimoni de l'Escriptura, o més estrictament, śabda ("so etern"), que ajuda a establir molta incertesa sobre la base de la percepció i inferència dels sentits, en particular l'existència i la naturalesa de la realitat última (Braman). Tot i que a diferència d'alguns defensors de l'empirisme naïf, Rāmānuja no creu que n'hi ha prou amb conèixer de manera intermitent els objectes de coneixement. El coneixement (jñāna) només es produeix quan hi ha percepció directa d'un objecte. A diferència dels empiristes, Rāmānuja no restringeix el coneixement a allò que es pot obtenir dels sentits. Rāmānuja era únic en la seva opinió que bhakti o devoció és en si mateix un estat epistèmic. Diu que quan el bhakti arrela fermament en un individu, es converteix en parabhakti, que és la forma més elevada de bhakti i que el bhakti és la consciència directa de la naturalesa de Brahman i, per tant, és una mena de coneixement (jñāna).

### Soteriologia de Rāmānuja
Segons Rāmānuja, el bé més gran consisteix a conèixer la nostra veritable naturalesa i conèixer la veritable naturalesa de Brahman. Mokxa, o alliberament espiritual, es veu com l'alegria de contemplar Braman (en lloc d'alliberar-se del cicle vida-mort-renaixement), i aquesta alegria és el resultat de la devoció, l'elogi, l'adoració i la contemplació de la perfecció divina. El coneixement de Braman consisteix en l'alliberament, per a Rāmānuja, principalment pel caràcter de Braman. Ell escriu:
| « | "Les entitats diferents de Braman poden ser objectes d'aquestes cognicions de la naturalesa de l'alegria només en una mesura finita i durant una durada limitada. Però Braman és tal que conèixer-lo és una alegria infinita i permanent. És per aquesta raó que la śruti [escriptura] diu: " Braman és la felicitat" (Taittiriya Upaniṣad II.6. Com que la forma de cognició com a alegria està determinada pel seu objecte, el mateix Braman és alegria." | » |

Rāmānuja és explícit en sostenir que el coneixement teòric de la naturalesa de Braman no serà suficient per aconseguir l'alliberament. El remei a utilitzar, segons Rāmānuja, és el que ell anomena bhakti ioga, o la disciplina de la devoció o el culte. Per a Ramanuja, l'alliberament (mokxa) no és una separació negativa de la transmigració, o una sèrie de renaixements, sinó més aviat l'alegria de contemplar la perfecció divina. Aquesta alegria s'aconsegueix amb una vida de devoció exclusiva (bhakti) a Braman, cantant la seva lloança, realitzant actes adulatoris en el temple i el culte privat, i constantment en les seves perfeccions. A canvi, Braman oferirà la seva gràcia, que ajudarà el devot a obtenir l'alliberament.

### Crítica a Sankara
Ramanuja va argumentar que la interpretació de Xankara dels Upanixads tenia errors greus. Les seves principals objeccions eren quatre: (1) Va argumentar que Braman era consciència diferenciada i no consciència indiferenciada; (2) Va argumentar que el concepte de Nirguna Braman de Xankara era incorrecte i insostenible; (3) Va argumentar que el karma sense principi, i no la superposició, era la causa de l’avidya; i (4) Va rebutjar la doctrina de Sankara d’Avidya (Ignorància) i Maya (Il·lusió) sobre la base que tenia set defectes i inconsistències principals.

### Crítica hermenèutica

#### Vedas com a Corpus Doctrinalment Unificat
Ramanuja va acceptar que els Vedes són una font fiable de coneixement, després va criticar altres escoles de filosofia hindú, inclòs Advaita Vedānta, per haver fracassat a l'hora d'interpretar tots els textos vèdics. Va afirmar, en el seu Sri Bhāshya, que purvapaksin (escoles anteriors) interpreten selectivament aquells passatges upanishadics que donen suport a la seva interpretació monista i ignoren aquells passatges que donen suport a la interpretació del pluralisme. No hi ha cap raó, va afirmar Ramanuja, per preferir una part d'una escriptura i no una altra, tota l'escriptura s'ha de considerar igual. Un no pot, segons Ramanuja, intentar donar interpretacions de parts aïllades de cap escriptura. Més aviat, l'escriptura s'ha de considerar un corpus integrat, que expressa una doctrina coherent. La literatura vèdica, va afirmar Ramanuja, esmenta tant la pluralitat com la unitat, per tant la veritat ha d'incorporar el pluralisme i el monisme, o monisme qualificat.
Aquest mètode d'interpretació de les escriptures distingeix Ramanuja d'Ādi Shankara. L'enfocament exegètic de Xankara Samanvayat Tatparya Linga amb Anvaya-Vyatireka, afirma que per a una correcta comprensió tots els textos s'han d'examinar completament i després establir la seva intenció per sis característiques, que inclou l'estudi del que afirma l'autor com a el seu objectiu, el que repeteix en la seva explicació, després el que afirma com a conclusió i si es pot verificar epistèmicament. No tot en cap text, afirma Shankara, té el mateix pes i algunes idees són l'essència del testimoni textual de qualsevol expert. Aquesta diferència filosòfica en els estudis bíblics va ajudar a Xankara a concloure que els principals Upanishads ensenyen principalment el monisme amb ensenyaments com Tat tvam asi, alhora que ajudava Ramanuja a concloure que el monisme qualificat és la base de l'espiritualitat hindú.

### Comparació amb altres escoles Vedānta
El Vishishtadvaita de Ramanuja comparteix les idees del devocionalisme teista amb el Dvaita de Madhwa. Les dues escoles afirmen que Jīva (ànimes humanes) i Brahman (com Vixnu) són diferents, una diferència que mai transcendeix. Només Déu Vixnu és independent, tots els altres déus i éssers depenen d'ell, segons Madhvāchārya i Ramanuja. Tanmateix, en contrast amb les opinions de Madhvāchārya, Ramanuja afirma "no dualisme qualificat", que les ànimes comparteixen la mateixa naturalesa essencial de Braman, i que hi ha una igualtat universal en la qualitat i el grau de felicitat. possible per a les ànimes humanes, i cada ànima pot arribar a l'estat de felicitat de Déu mateix. Mentre que el Madhavāchārya dels segles XIII al XIV afirmava "pluralisme qualitatiu i quantitatiu de les ànimes", Ramanuja afirmava "monisme qualitatiu i pluralisme quantitatiu de les ànimes", afirma Sharma.
L'escola Vishishtadvaita de Ramanuja i l'escola Advaita de Xankara són totes dues escoles vedānta no dualistas, totes dues es basen en el supòsit que totes les ànimes poden esperar i aconseguir l'estat d'alliberament feliç; en canvi, Madhvāchārya creia que algunes ànimes estan eternament condemnats i condemnats. La teoria de Xankara postula que només Brahman i les causes són una realitat metafísica i immutable, mentre que el món empíric (maya) i els efectes observats són canviants, il·lusius i d'existència relativa. L'alliberament espiritual de Xankara és la comprensió i la realització plena de la unitat de l'Àtman (ànima) immutable d'un mateix, igual que l'Atman en tots els altres, a més de ser idèntic al Braman nirguna. En canvi, la teoria de Ramanuja postula que tant Brahman com el món de la matèria són dos absoluts diferents, ambdós metafísicament reals, cap dels dos s'ha d'anomenar fals o il·lusiu, i el saguna Brahman amb atributs també és real. Déu, com l'home, afirma Ramanuja, té ànima i cos, i tot el món de la matèria és la glòria del cos de Déu. El camí cap a Brahman (Vishnu), va afirmar Ramanuja, és la devoció a la pietat i el record constant de la bellesa i l'amor del déu personal (saguna Brahman, Vishnu).

## Influència

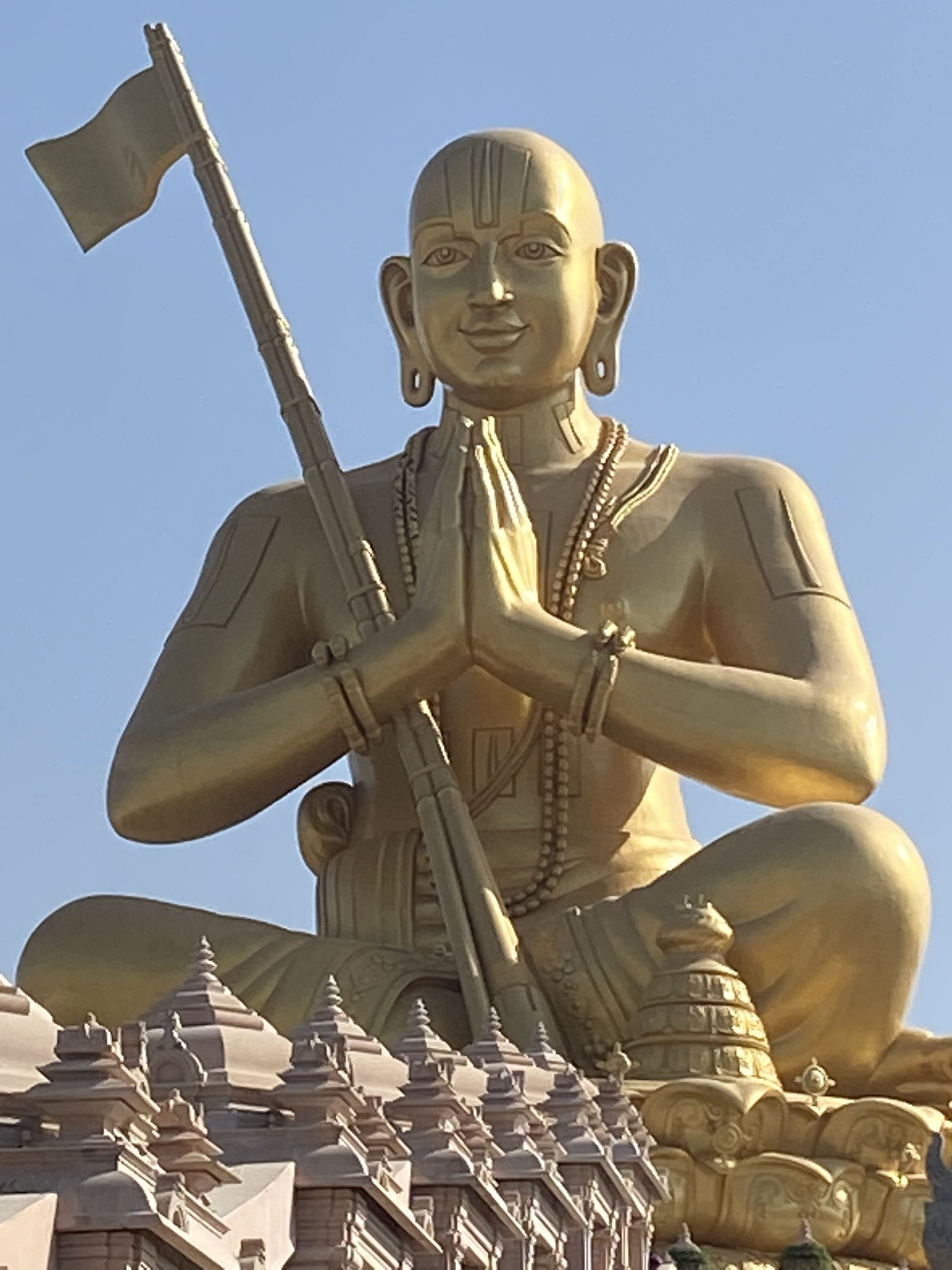
Estàtua de la Igualtat

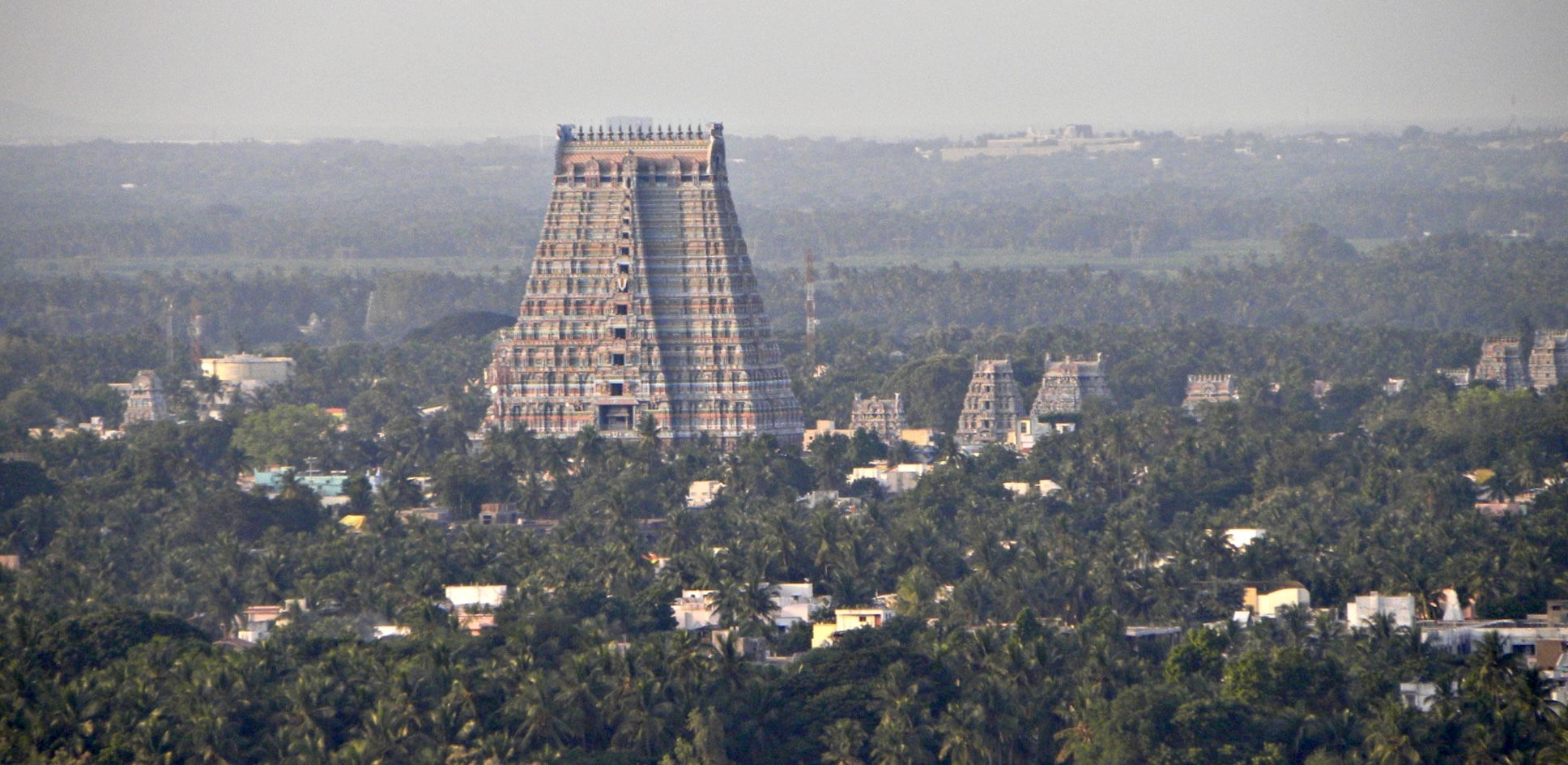
Els principals temples Vaishnava s'associen amb la tradició de Ramanuja, com ara el temple de Srirangam Ranganatha a Tamil Nadu.

Els estudiosos moderns han comparat la importància de Ramanuja en l'hinduisme amb la de l'erudit Tomàs d'Aquino (1225–1274) en el cristianisme occidental.

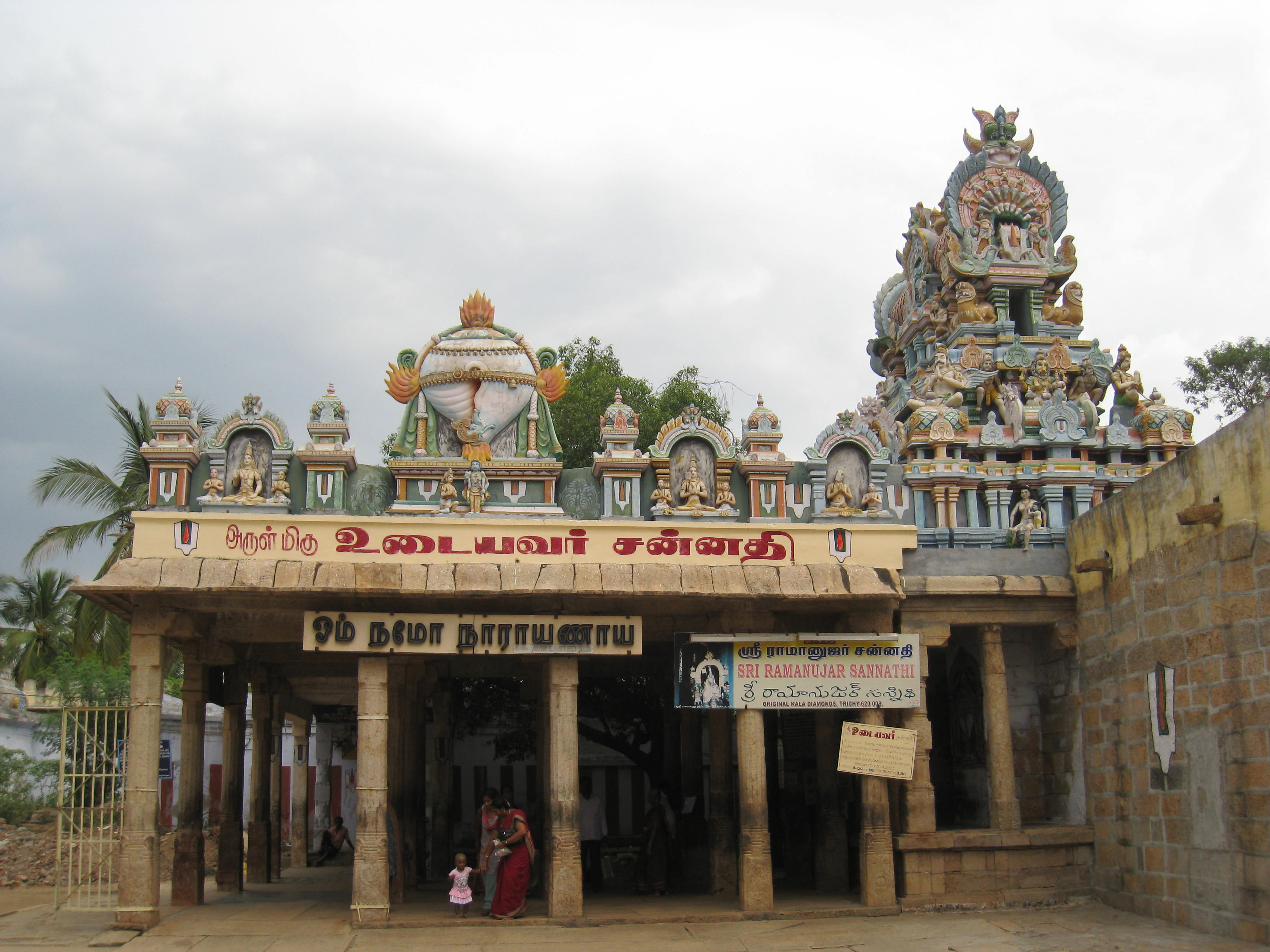
Santuari Sri Ramanuja al temple Ranganathasamy a Srirangam

Ramanuja va reformar el complex del temple de Srirangam Ranganathaswamy, va realitzar visites per tota l'Índia i va ampliar l'abast de la seva organització. L'organització del temple es va convertir en la fortalesa de les seves idees i dels seus deixebles. És aquí on va escriure el seu influent text de filosofia Vishishtadvaita, Sri Bhashyam, durant un període.
Ramanuja no només va desenvolupar teories i va publicar obres filosòfiques, sinó que va organitzar una xarxa de temples per al culte a Vishnu-Lakshmi. Ramanuja va establir centres d'estudis per a la seva filosofia durant els segles xi i xii, viatjant per l'Índia en aquella època, i aquests van influir en generacions de sants poetes dedicats al moviment Bhakti. Les tradicions regionals afirmen que les seves visites, debats i discursos van desencadenar la conversió dels jainistes i budistes al Vaishnavisme a la regió de Mysore i Deccan.
El lloc de naixement de Ramanuja prop de Chennai acull un temple i és una escola Vishishtadvaita activa. Les seves doctrines inspiren una viva tradició intel·lectual als estats del sud, nord i est de l'Índia, les seves tradicions de monestir i temple es mantenen als centres Vaishnava més importants i grans: el temple de Ranganātha a Srirangam, Tamil Nadu, i el temple de Venkateswara, Tirumala a Tirupati, Andhra Pradesh.
L’estàtua de la igualtat a Hyderabad, projectada per Chinna Jeeyar, està dedicada a Ramanuja. Va ser inaugurat pel primer ministre indi Narendra Modi el 5 de febrer de 2022.

## Noms
Ramanuja també és conegut com Śrī Rāmānujāchārya, Udaiyavar, Ethirājar (Yatirāja, rei dels monjos), Bhashyakara (Bhashyakarulu en telugu), Godāgrajar, Thiruppavai Jeeyar, Emberumānānār i Lakshmana
- 'Ilayazhwar' de Periya Thirumalai Nambi
- 'Boodha Puriser' de Sriperumbudur Adikesava Perumal
- 'Am Mudalvan Evan' de Yamunāchārya
- 'Ethirajar' i 'Ramanuja Muni' de Kanchi Perarulala Perumal
- 'Udayavar' de Srirangam Periya Perumal
- 'Emperumanar' de Tirukozhtiyur Nambi
- 'Tiruppavai Jeeyar' de Periya Nambi
- 'Lakshmana Muni' de Tiruvaranga Perumal Arayar
- 'Sadagopan Ponnadi' de Tirumalaiyandan
- 'Sri Bashyakarar' de Kalaimagal
- 'Desi Kendiran' de Tirupathi Thiruvenkatamudayan
- 'Koil Annan' de Srivilliputhur Kothai Nachiyar